# Sergi Samper
Sergi Samper Montaña (* 20. ledna 1995, Barcelona, Španělsko) je španělský profesionální fotbalista, který hraje za rezervní tým FC Barcelona na pozici defenzivního záložníka.

## Klubová kariéra
Samper se připojil k týmu FC Barcelona v roce 2001, ve věku 6 let. Dne 9. května 2013 podepsal čtyřletou profesionální smlouvu s Barcelonou.
O měsíc později 10. června 2013 byl Samper poslán do rezervního týmu FC Barcelona. Zde měl 17. srpna svůj oficiální debutový zápas za B-tým Barcelony proti CD Mirandes, ve kterém jeho družstvo prohrálo 1:2. Během svojí prémiérové sezóny nastřádal celkem 40 startů ve druhé španělské nejvyšší soutěži, jeho tým skončil v lize na třetí příčce.
První debut za A-tým Barcelony si připsal 17. září 2014, jednalo se také o jeho první zápas v Lize mistrů UEFA, tehdy FC Barcelona vyhrála 1:0 na Camp Nou proti APOEL FC.

## Rodina
Jeho starší bratr Jordi je profesionální tenisový hráč.